# Stadtarchiv Weimar

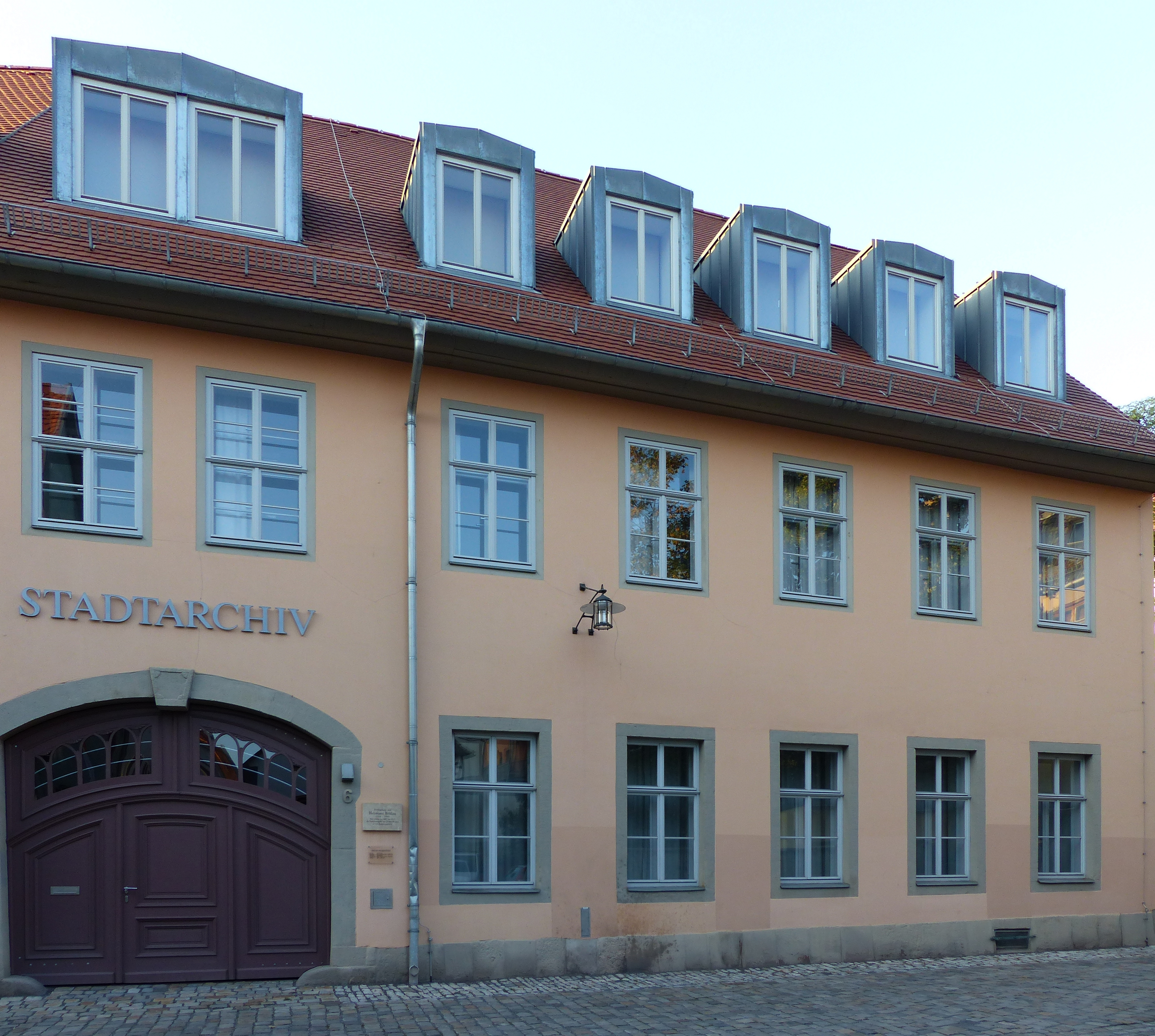
Gebäude des Stadtarchivs Weimar

Das in der Weimarer Altstadt Stadtarchiv Weimar in der  Kleine Teichgasse 6, 99423 Weimar beherbergt das Schriftgut der Stadtverwaltung und der ihr zugeordneten Registraturen der Stadt Weimar.

## Aufgabenbereiche
Das Stadtarchiv Weimar beinhaltet Nachlässe, Urkunden, Protokolle des Rates, Adreßbücher, Zeitungen seit dem 14. Jahrhundert. Es besitzt auch eine Foto- und Bildersammlung. Fotos aus den Beständen des Stadtarchivs Weimar werden im Rahmen des Projekts Fotoarchiv Weimar online gestellt. Eine der  hauptamtlichen Archivarinnen des Stadtarchivs Weimar war von 1959 bis 2001 Gitta Günther. Das Archiv ist seit 1990 dem Kulturamt der Stadt Weimar unterstellt. Im Jahr 1998 zog das Archiv der Stadt vom Rathaus in das ehemalige Verlagshaus von Hermann Böhlau (1826–1900) und entwickelte sich zum Zentrum zur Vermittlung der Weimarer Stadtgeschichte.
Das Gebäude steht im Gesamtensemble der Teichgasse auf der Liste der Kulturdenkmale in Weimar.
In dem Gebäude, dem ehemaligen Verlagshaus von Hermann Böhlau, wurde die Sophienausgabe von Goethes Werken gedruckt. Es wurde hierfür auch eine Gedenktafel angebracht.

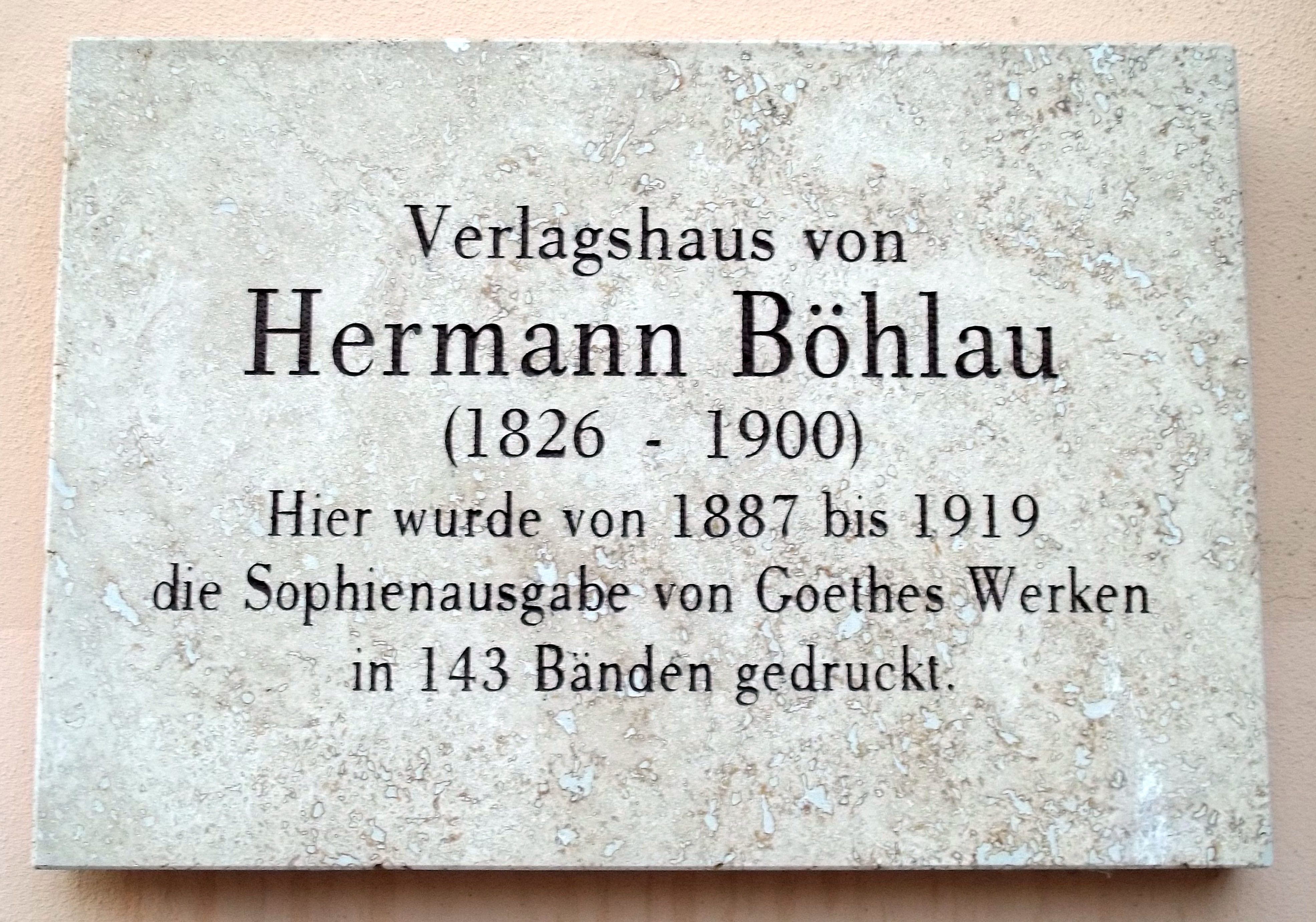
Erinnerungstafel an Hermann Böhlau und seinen Verlag am heutigen Stadtarchiv Weimar, dem einstigen Verlagshaus (Kleine Teichgasse 6)

Siehe: Fotoarchiv Weimar und Zeitsprung (Datenbank)